# البينا
البينا هي شركة لتصنيع السيارات مقرها في بلدة بوشلو ولاية بافاريا الألمانية. تقوم الشركة بتطوير تبيع إصدارات عالية الأداء من سيارات بي إم دبليو. تعمل شركة البينا عن قرب مع شركة بي ام دبليو ويتم دمج عملياتها في خطوط إنتاج بي ام دبليو حيث تقوم شركة البينا بتركيب قطعها الخاصة على سيارات بي ام دبليو والتي تختلف عن قطع بي ام دبليو نفسها. لذلك تعتبرها وزارة النقل الألمانية شركة قائمة بحد ذاتها كما يتم وضع رقم شصي خاص بالشركة يختلف عن ارقام بي ام دبليو. حيث يتم شطب رقم شصي بي ام دبليو ويوضع رقم شصي خاص بشركة البينا.
على سبيل المثال في سيارات البينا التي تستخدم 2 تيربو على محرك ثمانية اسطوانات يكون التيربو الذي على اليمين مسؤول عن 4 اسطوانات على الجهة اليمنى اما النيربو على اليسار يكون عن الاربع اسطوانات الأخرى على الجهة اليسرى. اما بي دبليو تستخدم نظام ان كل تيربو يكون مسؤول عن 2 تيربو على اليمين و2 تيربو على اليسار. تستخدم شركة البينا نظام تبريد للمحرك مختلف تماما عن أي سيارة بي ام دبليو حيث يكون أكبر يتحمل أي ظرف في أعلى درجات الحرارة أو اصغرها. كما العادم المستخدم على سيارات البينا مختلف بحيث يعطي صوت متوسط ليس بمزعج جدا أو هادئ حسب وضعية القيادة. من الاختلافات أيضا بتدعيم هيكل السيارة بين البينا وبي ام دبليو والبرمجيات المستخدمة في مبدل السرعة والمحرك حيث تعطي محركات البينا اداءا اقوى. فلسفة شركة البينا ان تكون سياراتها فخمة باداء رياضي قوي ومريحة بامكانية قيادتها لمسافات طولية أو استخدام يومي.

## تاريخ
في عام 1962 بدء بوكارد مالك ومؤسس شركة ألبينا بنشاطه في قطاع السيارات حيث قام بصنع كاربوريتر لسياراة بي أم دبليو 1500. قرر رئيس مبيعات بي ام دبليو بولجي هانيمان في عام 1964 على الجمع بين كفالة بي ام دبليو وكفالة البينا في كفالة واحدة بناءا على جودة الكاربوريتر المقدم من شركة البينا. ثم في عام 1965 تم إنشاء شركة البينا وفي عام 1975 بدأت البينا بتطوير شبكة الموزعين حول العالم. قدمت شركة البينا عدة سيارات عالية الاداء في عام 1978 كان ابرزها سيارة بي 6 2.8 حيث كانت أول سيارة بستة اسطوانات من الفئة الثالثة. في عام 1973 تم تسجيل شركة البينا بشكل رسمي كشركة مصنعة لسيارات من قبل الوكالة الألمانية
الفدرالية لترخيص السيارت. في عام 1992 قدمت البينا سياراة بي ام دبليو البينا بي 12 5ز7 كوبية لتكون بذلك أول سيارة تتخطى
سرعة 300 كم/ساعة تنتجها البينا. فاوت شركة البينا ببطولة السيارات السياحية الأوروبية وساباقات ال24 ساعة الكلاسيكية على حلبة سبا في عام 1970. في عام 1973 فاز فريقي بي ام دبليو والبينا في بطولة السياراة السياحية الأوروبية وكان على راس الفريق نيكيلاودر الذي سجل رقم قياسي في سباقات الست ساعات على حلبة نوربورغرينغ.
قدمت شركة البينا أول سيارة تعمل بالديزل في تاريخها في عام 1999 بسيارة بي ام دبليو دي10 لتكون اقوى سياراة صالون تعمل بالديزل في العالم. دخلت شركة البينا لسوق الولايات المتحدة لأول مرة في عام 2002 بسيارة زد 8 رودستر ذات الثمانية اسطوانات ذات الإنتاج المحدود بواقع 555 سيارة لا غير. قامت شركة البينا بانشاء مركز جديد للهندسة والاختبارات بحلول عام 2008. قامت الشركة بصناعة أول مركبة اس يو في بتاريخها في عام 2013 بسيارة بي ام دبليو البينا أكس دي 3 تيربو.

## التسمية
تقوم شركة البينا بتسمية سياراتها بالبدء بذكر شركة بي ام دبليو ثم اسم الشركة البينا ثم تستخدم أحد الحرفين ألأول بي ويعني ان السيارة تعمل بالبنزين أو الحرف دي والذي يشير لديزل. بعد ذلك تذكر الفئة من الأولى لسابعة. تشير سيارة بي ام دبليو البينا بي7 إلى أن السيارة تعمل بالبنزين وهي من الفئة السابعة من بي ام دبليو.